# ادوین فاکس (کشتی)
ادوین فاکس (کشتی) (به انگلیسی: Edwin Fox (ship)) یک کشتی بود که طول آن ۱۵۷ فوت (۴۸ متر) بود.